# عوف بن الحارث الأزدي
عوف بن الحارث الأزدي هو كبير بني سلامان بن مفرج وهم بطن من بنو زهران، والد الشاعر الجاهلي حاجز بن عوف الأزدي الذي كان يدرك الخيل عدواً.

## سيرته
هو عوف بن الحارث بن الأخثم بن عبد الله بن ذهـل بن مالك بن سلامان بن مفرج بن عمرو بن مالك بن زهران بن كعب بن الحارث بن كعب بن عبد الله بن مالك بن نصر (وهو شنوءة) بن الأزد.
كبير بني سلامان بن مفرج وهم احدى قبائل زهران، والد الشاعر الجاهلي حاجز بن عوف الأزدي الذي كان يدرك الخيل عدواً.
أغار عوف بن الحارث بن الأخثم على بني هلال بن عامر بن صعصعة في يوم داج مظلم فقال لأصحابه انزلوا حتى أعتبر لكم فانطلق حتى أتى صرما من بني هلال وقد عصب على يد فرسه عصابا ليظلع فيطمعوا فيه فلما أشرف عليهم استرابوا به فركبوا في طلبه وانهزم من بين أيديهم وطمعوا فيه فهجم بهم على أصحابه بني سلامان فأصيب يومئذ بنو هلال وكانت المعركة حامية الوطيس، إلى أن مالت كفة بنو سلامان على بنو هلال، ليصاب من بنو هلال الكثير من الرجال والفرسان، وليغنموا بنو سلامان من قبيلة بنو هلال الكثير من النساء والغلمان والحلال وغيرهم ممن خف وثقل. ذلك يقول حاجز بن عوف الأزدي:
ولتأتي أشهر الحرم التي أجمعت كل قبائل العرب على تحريم القتال فيها، ولكن وكعادة الأعراب، فإن بنو هلال قد أعترضوا جمعا من حجاج الأزد ليقوموا بنو هلال بقتلهم اشد قتله.
ليأمر عوف بن الحارث الأزدي على القيام بغارة حربيه تأدبيه على مضارب بادية بني هلال بن عامر بن صعصعة.
وفي ذلك قال الشاعر حاجز بن عوف الأزدي يخاطب «ضمرة بن ماعز الهلالي» :
عوف بن الحارث الأزدي يحاور أبنه الشاعر حاجز بن عوف الأزدي :
قال أبو الفرج الاصفهاني (أخبرني محمد بن الحسن بن دريد قال : حدثني العباس بن هشام عن أبيه عن عوف بن الحارث الأزدي أنه قال لابنه حاجز بن عوف : أخبرني يابني بأشد عدوك) وفي الحديث أن عوفاً سأل ابنه حاجز (فقال له : فهل جاراك أحد في العدو؟ قال ما رأيت أحد جاراني إلا أطيلس أغيبر من البقوم فإذا عدونا معاً فلم أقدر على سبقه قال : البقوم بطن من الأزد من ولد عامر بن حواله بن الهنو بن الأزد.